# Honfoglalás

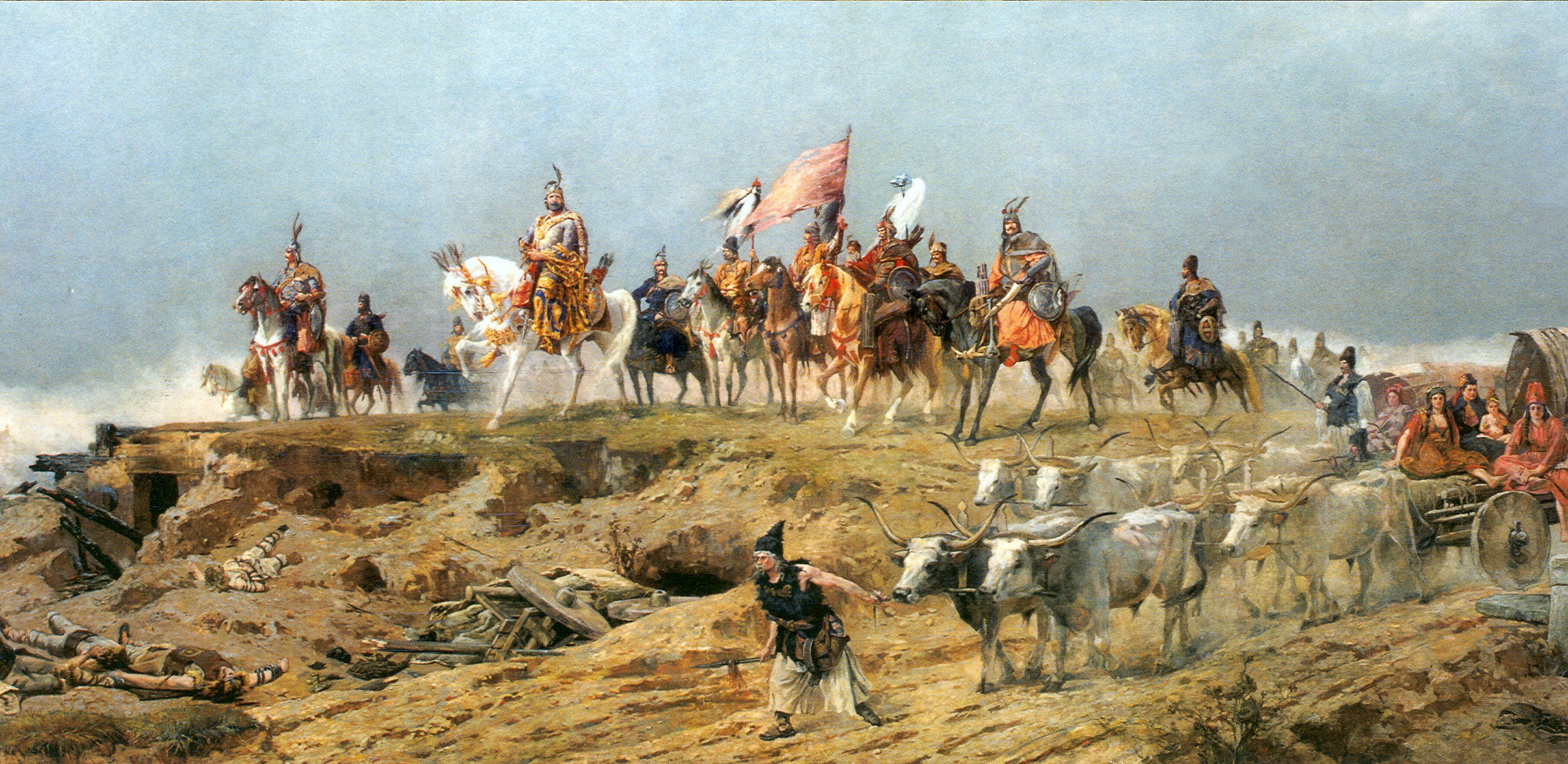
Détail du panorama L'Arrivée des Hongrois réalisé par Árpád Feszty en 1895.

La honfoglalás (en hongrois : « occupation de la patrie ») ou conquête hongroise désigne les événements historiques ayant mené à l'installation des tribus hongroises dans la plaine de Pannonie en Europe centrale à la fin du IXe et au début du Xe siècle.
Avant l'arrivée des Hongrois, la région était disputée par l'Empire bulgare, la Francie orientale et la Grande-Moravie qui recrutaient occasionnellement des cavaliers hongrois pour servir dans leurs armées. La conquête hongroise, qui fut l'une des dernières « invasions barbares », commença lorsqu'ils furent attaqués conjointement par les Petchénègues et les Bulgares en 894 ou 895, alors qu'ils se trouvaient dans l'Etelköz, dans le sud de l'Ukraine actuelle. Les Hongrois franchirent les Carpates et prirent le contrôle des basses terres, dans le bassin du moyen-Danube, en 900. Tous les Magyars ne passèrent pas les Carpates : ceux restés à l'extérieur de l’arc carpatique, dans ce qui est aujourd’hui la Moldavie roumaine, sont appelés Csángós. Les Magyars profitèrent des dissensions internes en Grande-Moravie pour détruire cet État entre 902 et 906.
Les Hongrois renforcèrent leur contrôle de la plaine de Pannonie en battant une armée bavaroise à Brezalauspurc en 907. Ils lancèrent une série de raids en Europe occidentale entre 899 et 955 et attaquèrent également l'Empire byzantin entre 943 et 971. Au cours du Xe siècle, les Hongrois, après leur défaite du Lechfeld (en Souabe) en 955, abandonnèrent progressivement leur mode de vie semi-nomade et leurs campagnes de pillage dans le domaine carolingien pour fonder une monarchie chrétienne, le royaume de Hongrie, autour de l'an mille.

## Sources

### Documents écrits

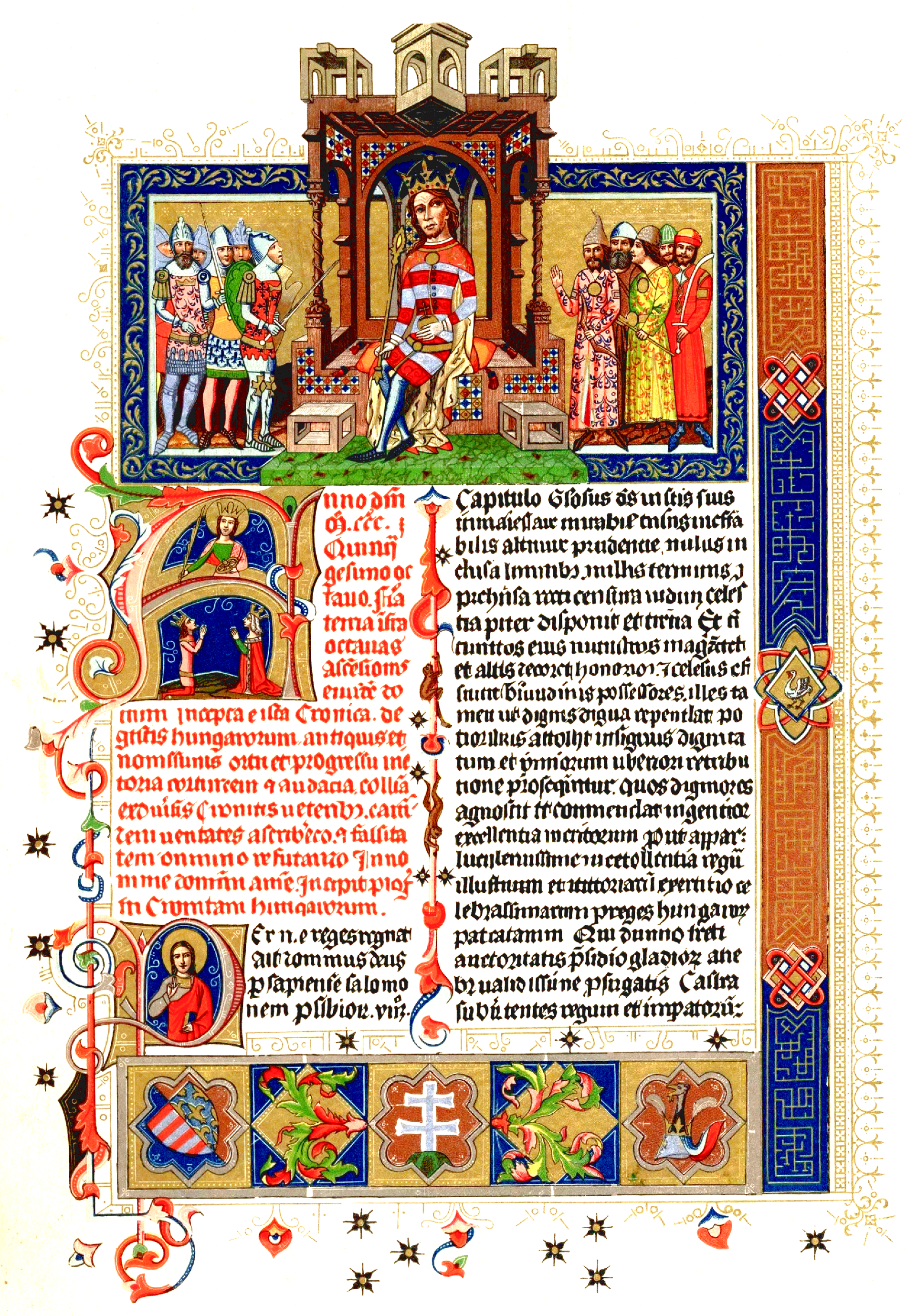
Première page de la Chronicon Pictum

Les auteurs byzantins furent les premiers à relater les événements de la Honfoglalás. Le plus ancien document est la Tactica de l'empereur Léon VI le Sage rédigée vers 904 qui retrace la guerre byzantino-bulgare de 894-896 ayant précédé le départ des Hongrois de la steppe pontique. Un récit presque contemporain se trouve dans la Georgius Continuatus. La source la plus complète est néanmoins De administrando Imperio (« De l'administration de l'Empire ») qui fut compilé sous l'empereur Constantin VII en 951 ou 952,.
Il existe également des documents rédigés dans les royaumes francs ayant succédé à l'Empire carolingien dont le plus ancien sont les Annales de Fulda se terminant en 901. Une lettre envoyée par l'archevêque Theotmar de Salzbourg au pape Jean IX en 900 fait référence aux conquêtes hongroises mais est largement considérée comme un faux. L'abbé Réginon de Prüm qui rédigea sa chronique vers 908 résuma ses connaissances sur les Hongrois dans une entrée sous l'année 889. Une autre source est l'Antapodosis de l'évêque Liutprand de Crémone rédigée vers 960,. Au XVe siècle, l'historien Johann Turmair rédigea des Annales contenant des informations ne figurant pas dans d'autres travaux, ce qui suggère qu'il avait utilisé des sources aujourd'hui perdues,. Sa fiabilité n'est néanmoins pas certaine.
Une compilation en vieux-slave des Vies des saints fournit un témoignage sur la guerre byzantino-bulgare de 894-896,. La Vie de Saint Naum rédigée vers 924 donne des informations presque contemporaines sur l'effondrement de la Grande-Moravie causé par les invasions hongroises même si la plus ancienne copie connue date du XIVe siècle. D'autres manuscrits, dont le plus ancien date du XIIIe siècle, forment la Chronique des temps passés sur l'histoire de la Russie et de l'Ukraine du IXe au XIIe siècle. Elle fournit des informations basées sur des sources byzantines et moraves antérieures.
Les Hongrois ont également préservé la mémoire de ces événements sous la forme de chants populaires. Une chronique anonyme intitulée Gesta Hungarorum (« Épopée des Hongrois ») rédigée avant 1200 est le plus ancien document local connu,. Cependant, cet exemple « le plus trompeur » d'anciens textes hongrois selon l'historien C. A. Macartney contient beaucoup d'informations ne pouvant être confirmées par l'étude des sources contemporaines. Vers 1283, Simon de Kéza, un prêtre à la cour royale hongroise, écrivit la seconde plus ancienne chronique hongroise qui nous soit parvenue. Il y affirme que les Hongrois étaient apparentés aux Huns et que l'invasion hongroise du bassin du Danube était en réalité une seconde conquête du même territoire par le même peuple. La Chronicon Pictum (en) est une chronique rédigée au XIVe siècle à la cour du roi Louis Ier de Hongrie basée sur des écrits antérieures dont la Gesta Hungarorum,.

### Archéologie

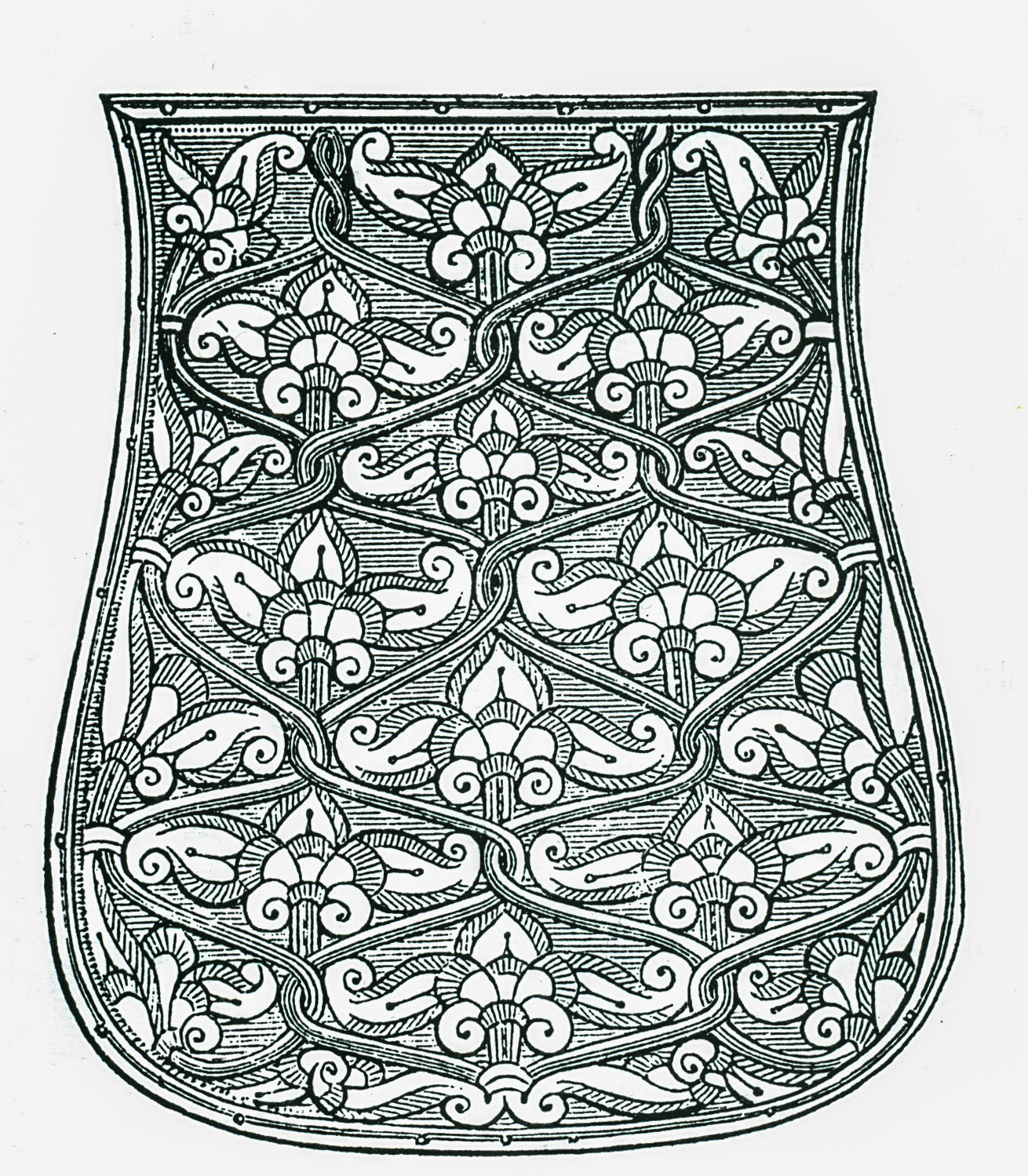
Sabretache hongroise du Xe siècle

Les tombes des premières générations de Hongrois ont été identifiées dans la plaine de Pannonie mais moins de dix cimetières hongrois ont été découverts dans la steppe pontique. La plupart de ces cimetières comprenaient 25 ou 30 tombes mais les inhumations isolées étaient courantes,. Les hommes et parfois les femmes et les enfants étaient enterrés avec des chevaux ou avec des harnais et des objets symbolisant des chevaux,. Les sépultures renfermaient également des ceintures en argent et des sabretaches décorées de plaques métalliques. Beaucoup de ces artefacts ressemblent fortement à ceux de la culture multiethnique Saltovo-Mayaki qui occupait la steppe pontique à la même période,. La plupart des cimetières de la fin du IXe et du début du Xe siècle sont concentrés dans la région de la Tisza supérieure et dans les plaines le long des rivières Raab et Váh comme à Tarcal, Tiszabezdéd, Nesvady ou Gyömöre mais des sites plus anciens ont également été découverts à Kolozsvár, Aiud et dans d'autres sites de Transylvanie.
Quelques décennies après la conquête hongroise, une synthèse des cultures antérieures appelée culture de Bijelo Brdo s'est répandue dans la plaine de Pannonie avec une bijouterie distinctive comprenant des boucles d'oreilles en forme de S,. L'absence d'éléments symbolisant des chevaux est une autre caractéristique de ces cimetières. Les plus anciens exemples de cette culture ont été datés grâce à des pièces à l'effigie de l'empereur byzantin Constantin VII frappées au milieu du Xe siècle.. De tels sites ont été découverts à Beremend et Csongrád en Hongrie, à Dévény et Zsitvabesenyő en Slovaquie, à Várfalva et Gyulavarsánd en Roumanie et à Vukovar et Gorbonok en Croatie.

## Contexte

### Protohistoire hongroise
La Georgius Continuatus (chronique de Georges le Moine complétée par des ajouts)  contient la plus ancienne mention connue du peuple Hongrois,. Elle indique que des guerriers hongrois sont intervenus en soutien des Bulgares dans leur lutte contre l'Empire byzantin dans la région du bas-Danube en 836 ou 837. Le premier raid connu de Hongrois en Europe centrale est rapporté dans les Annales de Saint-Bertin où il est fait mention d'« ennemis, appelés Hongrois, jusque-là inconnus » ayant ravagé le royaume de Louis II de Germanie en 862. Vajay, Spinei et d'autres historiens avancent que Rastislav de Moravie, alors en guerre avec Louis II, aurait recruté des Hongrois pour attaquer la Francie orientale,. L'archevêque Theotmar de Salzbourg stipule clairement dans sa lettre datant de vers 900 que les Moraves s'alliaient souvent avec les Hongrois contre les Allemands.
L'empereur Constantin VII indique que les Hongrois habitaient dans un territoire appelé Etelköz jusqu'à leur progression à travers les Carpates,,. Il ajoute que cette région se trouvait dans le bassin des fleuves Barouch, Koubou, Troullos, Broutos et Seretos,,. Si l'identification des deux premiers avec le Dniepr et le Boug méridional est discutée, les trois derniers correspondent aux noms grecs du Dniestr, du Prut et du Siret.

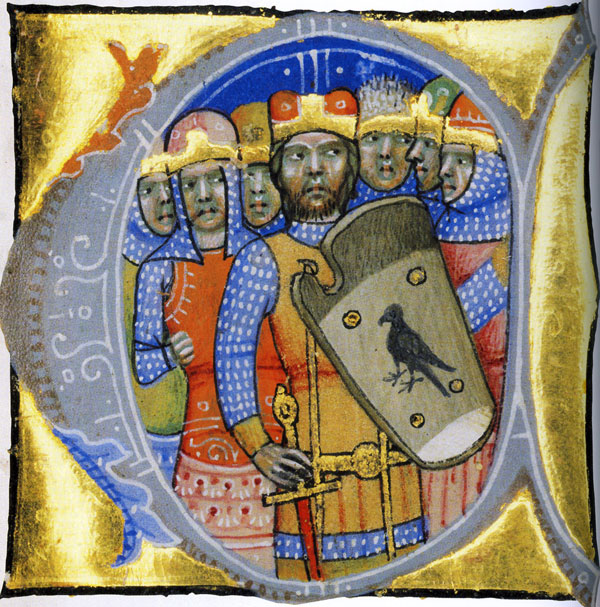
Chefs des sept tribus hongroises représentées dans la Chronicon Pictum

Les Hongrois étaient organisés en sept tribus formant une confédération. Constantin VII mentionne ce nombre et la Gesta Hungarorum utilise le terme de Hetumoger (« Sept Hongrois ») pour désigner cette fédération tribale. Cette entité fut renforcée par l'arrivée des Kabars qui, selon Constantin VII, avaient rejoint les Hongrois après l'échec de leur soulèvement contre le Khaganat khazar. Les deux peuples sont mentionnés dans la version longue des Annales de Salzbourg (en) qui rapporte que les Hongrois et les Kabars menaient des raids autour de Vienne en 881.
L'Hetumoger était dirigé par un pouvoir bicéphale selon Ibn Rustah et Abu Saʿīd Gardēzī (en), deux cartographes musulmans respectivement du Xe et du XIe siècle,,. Le chef religieux portait le nom de kende tandis que le chef militaire portait celui de gyula,. Les deux auteurs indiquent que le gyula commandait une armée de 20 000 cavaliers mais la fiabilité de cette valeur est douteuse.
Réginon de Prüm et d'autres contemporains qualifient les Hongrois du IXe siècle de guerriers nomades. L'empereur Léon VI souligne l'importance de la cavalerie dans leurs tactiques militaires. L'analyse des squelettes équins découverts dans les tombes hongroises n'a pas montré de différences significatives entre ces chevaux et les races occidentales. Réginon de Prüm indique que les Hongrois ne « connaissent rien au combat rapproché en formation ou au siège des villes » mais il souligne leurs talents d'archers. Les fouilles archéologiques ont montré que les arcs composites étaient les armes principales des Hongrois qui utilisaient également des sabres légèrement courbés. Réginon de Prüm note également qu'ils utilisaient souvent la ruse comme lorsqu'ils feignaient de se replier durant une bataille. Les sources contemporaines soulignaient également leur brutalité qui se traduisait par le massacre de tous les hommes adultes durant les raids.

« [Les Hongrois] sont armés de sabres, d'arcs et de lances et portent des armures. Ainsi durant les batailles, la plupart d'entre eux portent deux armes ; ils portent leurs lance sur leurs épaules et tiennent leurs arcs à la main. Ils utilisent les deux quand nécessaires mais lorsqu'ils sont poursuivis, ils utilisent leurs arcs à leur avantage. Non seulement, ils portent des armures mais les montures de ces illustres hommes sont recouverts à l'avant de fer ou de tuniques matelassées. Ils consacrent énormément de temps à l'entraînement à l'archerie montée. Un immense troupeau de chevaux, de poneys et de juments les suit pour fournir de la nourriture et du lait et également donner l'impression d'une multitude. »

— Léon VI le Sage : Tactica

### La plaine de Pannonie avant les Hongrois

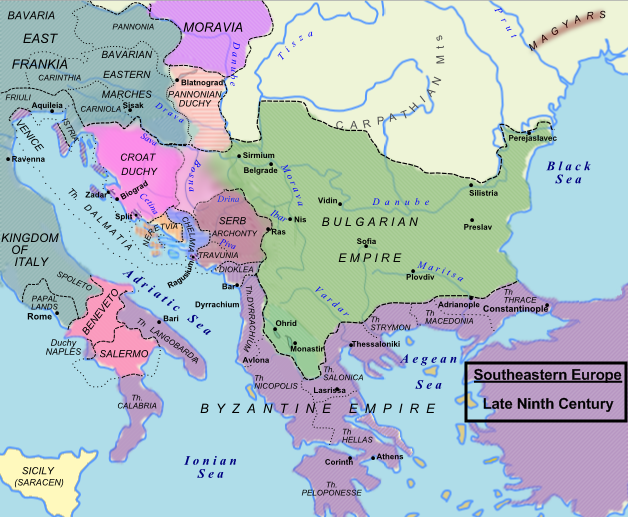
Carte de l'Europe du Sud-Est vers 850

Selon une partie de l'historiographie hongroise, la plaine de Pannonie n'était occupée depuis le VIe siècle que par les Avars, un peuple turcophone qui avait supplanté les Gépides à leur arrivée dans la région,,. Dans les hypothèses les plus nationalistes (défendues et diffusées notamment par le Jobbik, mais initiées au XIXe siècle par Edouard Rösler, pour délégitimer les revendications des Slaves et des Roumains de Hongrie), le bassin du Moyen-Danube, à l'intérieur de l'arc carpatique, était vide d'habitants à l'arrivée des Magyars (« Awarenwüste »). Selon une référence dans la conversion des Bavarois et des Carantaniens, les Gépides survécurent néanmoins jusque dans la seconde moitié du IXe siècle. Les Avars étaient à l'origine des cavaliers nomades mais des cimetières et un nombre grandissant d'implantations témoignent d'une évolution vers un mode de vie plus sédentaire à partir du VIIIe siècle,. Les Avars furent vaincus par les troupes franques de Charlemagne entre 791 et 795 qui occupèrent la Transdanubie et l'intégrèrent à l'Empire carolingien.
Selon l'historiographie des pays voisins de la Hongrie, la plaine de Pannonie était également peuplée de Slovènes (voïvodat de Blaténie), de Croates (voïvodat de Braslavie), de Slovaques et de Valaques, sans qu'il y ait consensus concernant la présence et l'importance numérique de ces populations lors de l'Honfoglalás. Les hypothèses aujourd'hui majoritaires parmi les historiens hongrois, admettent la présence de groupes épars de Slaves, mais non celle des Valaques, censés être venus plus tard des Balkans. Enfin les hypothèses les plus « assimilationnistes » admettent lors de l'Honfoglalás, outre les restes des Avars et des Gépides, la présence d'une abondante population vivant en Sklavinies (Szlávok) et en Valachies (Oláhok) ultérieurement regroupées en Banats et Voïvodats, et progressivement assimilée (magyarisée), tout comme les prisonniers des campagnes en Occident (Olászok), mais pas intégralement (d'où la présence des minorités non-magyares dans la Hongrie historique) : ces hypothèses qui s'appuient, entre autres, sur la Chronique des temps passés du moine russe Nestor (XIIe siècle), sont surtout émises par les historiens slaves, roumains ou anglo-saxons.
On sait en tout cas que des groupes avars, restés sous l'autorité de leurs khagans, étaient fréquemment attaqués par des guerriers slaves. Les chefs tribaux avars demandèrent alors à Charlemagne de les autoriser à s'implanter dans la région entre Szombathely et Petronell en Pannonie. La demande fut acceptée en 805 et la conversion des Bavarois et des Carantaniens liste les Avars parmi les peuples figurant sous la juridiction ecclésiastique de l'archidiocèse de Salzbourg vers 870. Une charte délivrée en 860 par le roi Louis II de Germanie pour l'abbaye de Mattsee pourrait attester que les Onoghours, un autre peuple turcophone, étaient également présents dans le territoire. La charte mentionnait les « Marches des Wangars » (marcha uuangariourum) situées dans les régions les plus occidentales de la plaine de Pannonie. Le terme de Wangars pourrait faire référence à la forme slave de l'ethnonyme Onoghour.

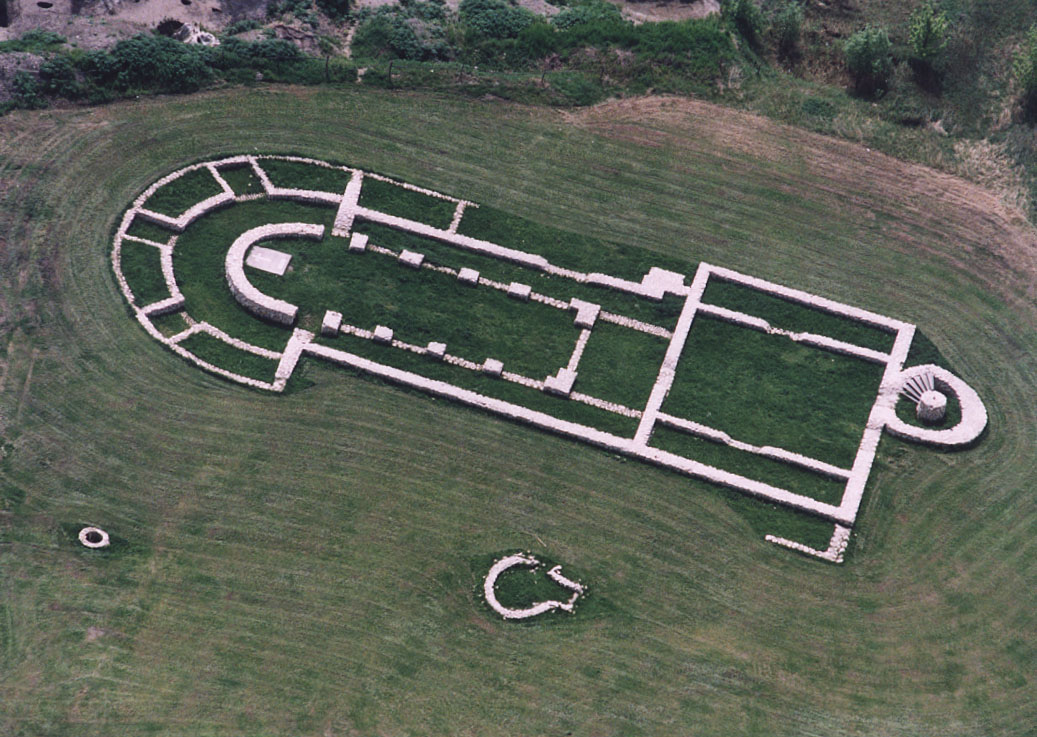
Ruines d'une église du IXe siècle à Zalavár

Les territoires rattachés à l'empire carolingien étaient initialement gouvernés par des officiers royaux et des chefs de clans locaux. Un prince slave nommé Pribina reçut un vaste domaine le long de la rivière Zala vers 840. Il fit construire Mosaburg, une forteresse dans les marais, qui devint un centre administratif. Les palissades de bois furent renforcées par des murs en pierre sèche à la fin du siècle. Quatre églises entourées de cimetières ont été découvertes autour de l'implantation et au moins l'une d'elles continua d'être utilisée jusqu'au XIe siècle. Pribina mourut au combat contre les Moraves en 861 et son fils Kocel hérita de ses possessions. Vers 876, Arnulf, un fils naturel de Carloman de Bavière, lui succéda. Sous son règne, les troupes moraves « ravagèrent les terres à l'est de la Raab » entre 882 et 884 selon les Annales de Fulda,
La Moravie avait émergé dans les années 820 sous l'impulsion de son premier souverain connu, Mojmír Ier. Son successeur, Ratislav, développa les capacités militaires et encouragea les activités prosélytes des frères byzantins Cyrille et Méthode pour se démarquer de la Francie orientale,. La Moravie atteignit son apogée sous Svatopluk Ier qui étendit ses frontières dans toutes les directions,.
Le cœur du territoire morave se trouvait en amont de la rivière Morava sur l'actuel territoire de la république tchèque et de la Slovaquie. Constantin VII place néanmoins la Grande-Moravie dans le territoire entre Belgrade et Sirmium aujourd'hui en Serbie. Ce témoignage sert de base à d'autres théories sur l'emplacement de la Moravie. Les historiens Kristó et Senga suggèrent l'existence de deux Moravies, une au nord et l'autre au sud, tandis que Boba, Bowlus et Eggers avancent que le cœur du territoire morave se trouvait en aval de la Morava dans l'actuelle Serbie. L'existence d'une Moravie méridionale n'est pas corroborée par les découvertes archéologiques tandis que des fortifications découvertes à Mikulčice, Pohansko et d'autres zones au nord du moyen-Danube indiquent l'existence d'une puissance localisée dans ces régions.
Si au IXe siècle la Francie orientale et la Grande-Moravie dominaient l'Ouest de l'actuelle Hongrie, le Empire bulgare dominait l'Est . Une encyclopédie byzantine de la fin du Xe siècle appelée Souda indique que le roi Kroum de Bulgarie avait attaqué les Avars depuis le sud-est vers 803. Les Annales du royaume des Francs rapporte que des slaves Abodrites habitaient la Dacie, probablement en aval de la rivière Tisza : ils sollicitent l'aide des Francs contre les Bulgares en 824. Les troupes bulgares envahirent également la Pannonie dont ils « expulsèrent les chefs slaves pour les remplacer par des gouverneurs bulgares en 827 »,,. Une inscription à Provadia fait référence à un chef militaire bulgare nommé Onegavonais qui se serait noyé dans la Tisza à la même période. À la même époque, des monastères de rite byzantin apparaissent dans la région de Morisena qui deviendra plus tard le Banat. La montée en puissance de la Moravie entraîna un rapprochement entre la Bulgarie et la Francie orientale dans les années 860. Le roi Arnulf de Francie orientale envoya ainsi une ambassade en Bulgarie en 892 pour « renouveler l'ancienne paix et demander s'ils ne devraient pas vendre leur sel aux Moraves ». Cette dernière demande implique que la route vers la Moravie depuis les mines de sel de Torda sur le Maros, était alors contrôlée par les Bulgares.
Quoi qu'il en soit, les études archéologiques sur les premières implantations rurales médiévales à Balatonmagyaród, Nemeskér et dans d'autres villes du territoire indiquent que leurs caractéristiques étaient les mêmes avant et après la chute du khaganat avar. Les nouvelles villes érigées dans les anciens territoires frontaliers des Avars se caractérisaient par des artefacts clairement analogues à ceux existants en Bavière, Bulgarie, Roumanie ou Croatie. Un manoir défendu par des murs de bois semblable à ceux dans les autres parties de l'Empire carolingien fut découvert à Zalaszabar.

## Conquête hongroise

### Prélude (892-895)

Migration des Hongrois de 893 à 902

Il existe trois théories principales pour expliquer la honfoglalás. Une avance qu'il s'agissait d'une opération militaire délibérée préparée par les raids précédents avec pour objectif d'occuper une nouvelle patrie. Cette idée, défendue entre autres par Bakay et Padányi reprend la narration de la Gesta Hungarorum et des chroniques hongroises ultérieures. Une seconde hypothèse suggère qu'une attaque conjointe des Petchénègues et des Bulgares força les Hongrois à migrer. Kristó, Tóth et les autres partisans de cette idée se réfèrent aux Annales de Fulda, à Réginon de Prüm et à Constantin VII qui soulignent tous le lien entre le conflit des Hongrois avec les Petchénègues et les Bulgares et leur départ de la steppe pontique,. Une théorie intermédiaire propose que les Hongrois envisageaient déjà une migration vers l'ouest depuis plusieurs décennies et que l'attaque des Bulgares et des Petchénègues accéléra leur décision de quitter la steppe pontique. Róna-Tas avance par exemple « le fait que, malgré une série d'événements malheureux, les Hongrois soient parvenus à maintenir leur tête hors de l'eau, montre qu'ils étaient effectivement prêts à bouger » quand leurs voisins les ont attaqués.

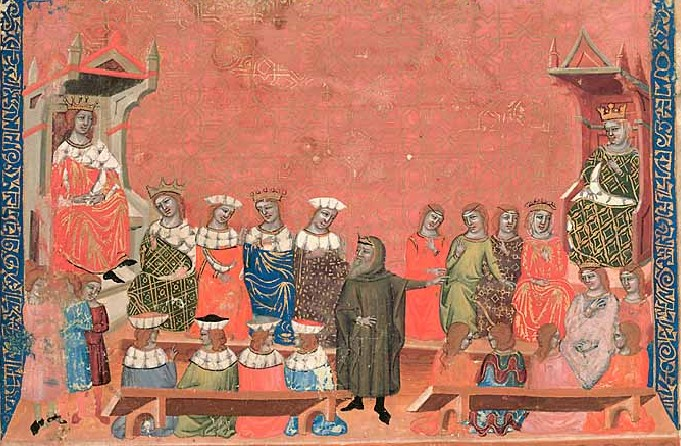
Svatopluk Ier déguisé en moine à la cour d'Arnulf de Francie orientale dans la chronique de Dalimil, XIVe siècle

Les Hongrois revinrent ainsi dans la plaine de Pannonie en 892 pour aider Arnulf de Francie orientale contre Svatopluk Ier de Moravie,. Les chroniqueurs Widukind de Corvey et Liutprand de Crémone blâmèrent le monarque franc pour avoir détruit les lignes défensives des frontières de l'empire ce qui permit aux Hongrois d'attaquer la Francie orientale dans la décennie qui suivit. Dans son étude du XVIe siècle, Aventinus ajoute que Kurszán (en), le « roi des Hongrois » stipula que son peuple ne combattrait les Moraves que s'il recevait les terres qu'il occuperait. Il indique de plus que les Hongrois prirent le contrôle de la Dacie et des terres à l'est de la Tisza dès 893. De fait, les chroniques hongroises affirment unanimement que les Sicules étaient déjà présents dans la plaine de Pannonie quand les Hongrois s'y installèrent. Kristó avance qu'Aventinus et les traditions hongroises s'accordent sur une occupation antérieure des territoires orientaux de la plaine de Pannonie par des troupes auxiliaires de la confédération tribale hongroise.
Les Annales de Fulda rapportent qu'en 894, les Hongrois franchirent le Danube et entrèrent en Pannonie où ils « tuèrent immédiatement les hommes et les vieilles femmes et emportèrent les jeunes femmes avec eux comme du bétail pour satisfaire leurs vices et réduire la province entière en un désert, ». Même si ce passage sur l'attaque hongroise se trouve après la partie concernant la mort de Svatopluk Ier, Györffy, Kristó, Róna-Tas et d'autres historiens estiment que les Hongrois ont envahi la Pannonie au sein d'une alliance avec le roi morave. Ils avancent que la « Légende du Cheval Blanc » dans les chroniques hongroises a préservé la mémoire d'un traité que les Hongrois ont conclu avec Svatopluk Ier selon les coutumes païennes. La légende rapporte que les Hongrois ont acheté leur future patrie dans la plaine de Pannonie à Svatopluk Ier avec un cheval blanc portant une selle en or.

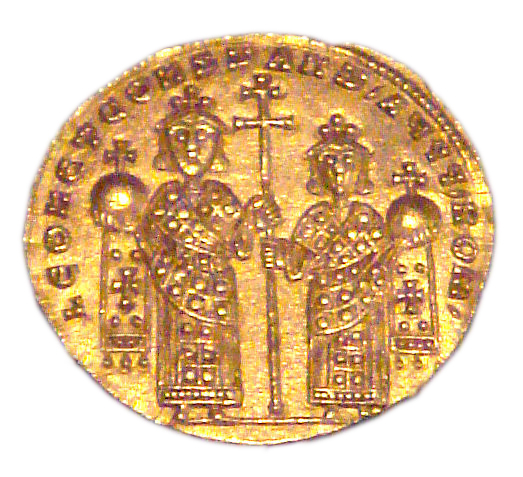
Léon VI et son fils Constantin VII sur un solidus byzantin

En 893, Ismaïl Ier du Khorasan attaqua « la terre des Turcs » (les Karlouks) et provoqua une nouvelle vague de migrations des peuples nomades dans la steppe eurasienne,. Le chroniqueur Al Masû'dî associe clairement le mouvement vers l'ouest des Petchénègues et des Hongrois à de précédents affrontements entre les Karlouks, les Oghouzes et les Kimeks (en). Constantin VII avance que c'est une attaque conjointe des Khazars et des Oghouzes qui obligea les Petchénègues à traverser la Volga entre 893 et 902,
Les relations entre la Bulgarie et l'Empire byzantin se tendirent en 894 quand l'empereur Léon VI obligea les marchands bulgares à quitter Constantinople pour Thessalonique. En représailles, le tsar Siméon Ier de Bulgarie envahit le territoire byzantin et battit une petite armée impériale. les Byzantins se rapprochèrent alors des Hongrois pour les faire se battre contre les Bulgares. Nicetas Sclerus, l'émissaire byzantin, conclut un traité avec leurs chefs, Árpád et Kurszán, et des navires byzantins firent traverser le bas Danube à des guerriers hongrois. Les Hongrois envahirent ainsi la Bulgarie, contraignirent le tsar Siméon Ier à se réfugier dans la forteresse de Dristra et pillèrent Preslav.

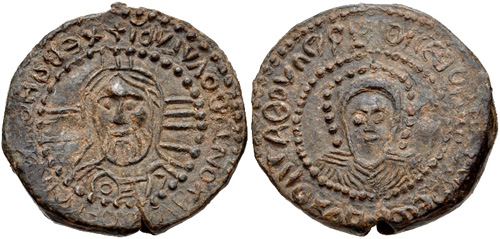
Sceau de Siméon Ier de Bulgarie

Simultanément avec l'attaque hongroise depuis le nord, les Byzantins passèrent à l'offensive depuis le sud. Siméon Ier détacha des émissaires auprès de l'Empire byzantin pour proposer une trêve et d'autres rencontrer les Petchénègues pour les inciter à attaquer les Hongrois. Les négociations furent fructueuses car les Petchénègues entrèrent dans les territoires hongrois depuis l'est et les guerriers hongrois furent obligés de se replier de Bulgarie. Selon Constantin VII, les Bulgares attaquèrent et infligèrent une sévère défaite aux Hongrois sur le Boug méridional,.
Les Petchénègues dévastèrent le territoire hongrois et ceux qui survécurent quittèrent la steppe pontique en direction de la plaine de Pannonie. La mémoire de ces destructions semble avoir été préservée par les Hongrois. Le nom hongrois des Petchénègues (besenyő) correspond à l'aigle (bese) en ancien hongrois. Ainsi le récit présent dans les chroniques hongroises du XIVe siècle concernant des aigles poussant les ancêtres des Hongrois à franchir les Carpates fait vraisemblablement référence à l'attaque des Petchénègues.

« A l'invitation de Léon, l'amoureux du Christ et glorieux empereur, les Hongrois traversèrent et combattirent Siméon et le défirent complètement […] et ils retournèrent dans leur pays. […] Mais après Siméon […] envoya aux Petchénègues et négocia avec eux pour attaquer et détruire les Hongrois. Et quand [ces derniers] partirent dans une expédition militaire, les Petchénègues et Siméon se lancèrent contre eux et détruisirent complètement leurs familles et expulsèrent misérablement ceux qui gardaient leur pays. Lorsque les Hongrois revinrent et découvrirent leur pays dévasté et complètement ruiné, ils s'installèrent dans les terres qu'ils occupent aujourd'hui […]. »

— Constantin VII : De Administrando Imperio
Lucien Musset a écrit "dans tout l'avant-pays danubien, de la Souabe à la Transylvanie, doit être considérée comme un tout. Les plus occidentaux furent finalement germanisés, ceux du centre submergés par l'invasion magyare. Seuls se maintinrent ceux de l'Est et du Sud. La vraie énigme ne serait pas tant leur survie que l'extraordinaire fortune démographique des îlots de Transylvanie, alors que ceux des Balkans n'ont guère fait que dépérir lentement 

### Première phase (895-899)

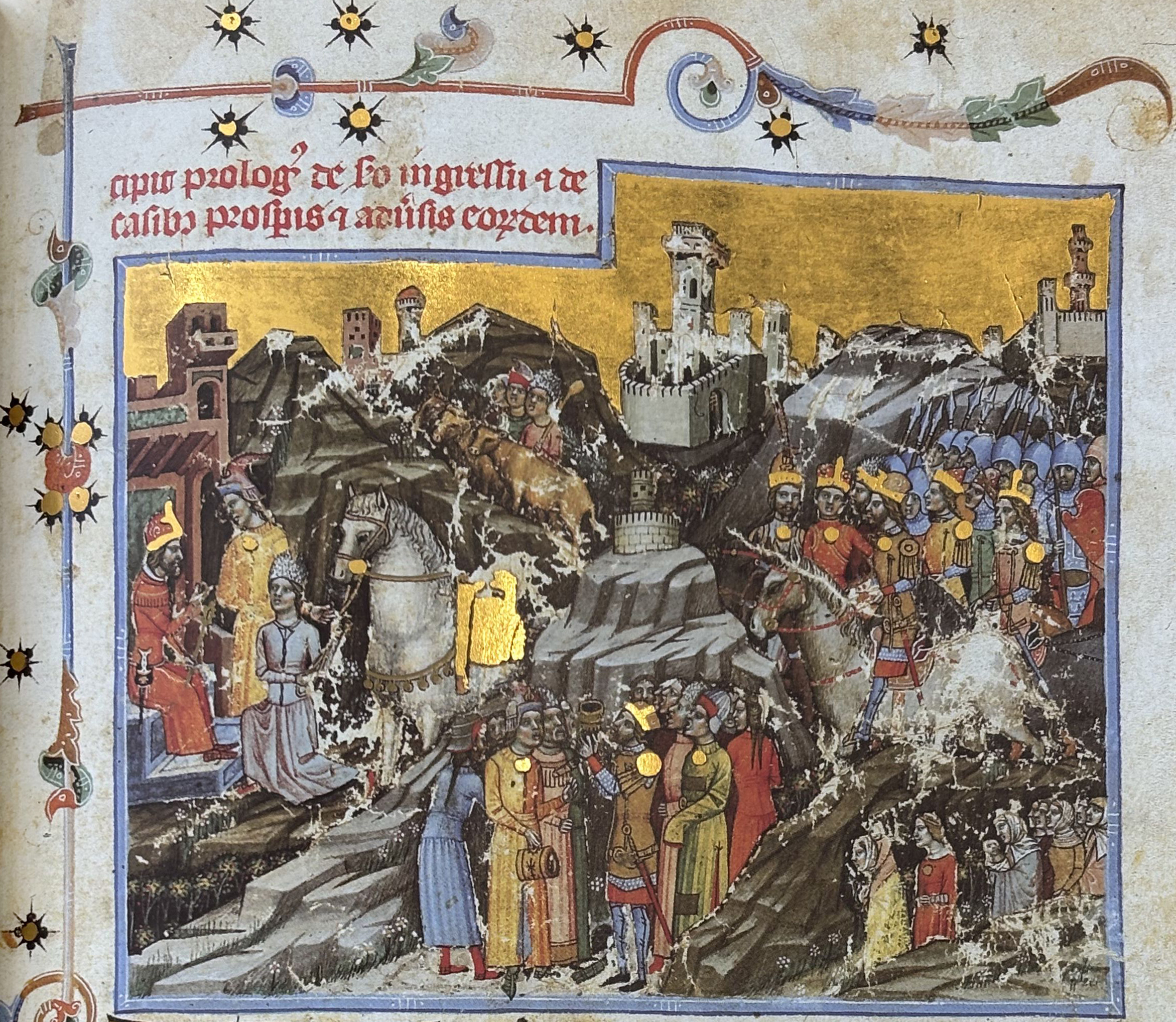
L'arrivée des Hongrois dans la plaine de Pannonie représentée dans la Chronicon Pictum

La date de l'invasion hongroise varie selon les sources. La date la plus ancienne (877) est fournie par des chroniques du XIVe siècle tandis que la Gesta Hungarorum donne la date la plus tardive (902). Les sources contemporaines suggèrent que l'invasion suivit la guerre byzantino-bulgare de 894.
Le lieu de passage dans les Carpates fait également l'objet de débats,. La Gesta Hungarorum et Simon de Kéza avancent que les Hongrois sont passés par les cols du Nord-Est tandis que la Chronicon Pictum donne la Transylvanie comme le lieu de leur arrivée. Selon la Gesta Hungarorum, les Hongrois ont d'abord occupé les territoires situés entre le Danube et la Tisza et ont affronté Menumorout avant d'envahir la Transylvanie de Gelou. Les Hongrois se seraient ensuite tournés vers Salan (en), suzerain des Sklavinies et des Valachies de la région, soutenu par les Byzantins et des Bulgares. À l'inverse de la Gesta Hungarorum, Simon de Kéza mentionne l'affrontement des Hongrois et de Svatopluk Ier après leur arrivée. Enfin, selon la Chronicon Pictum, les Hongrois « restèrent paisiblement en Transylvanie et y firent reposer leurs troupeaux après leur voyage du fait d'une attaque d'aigles, ».

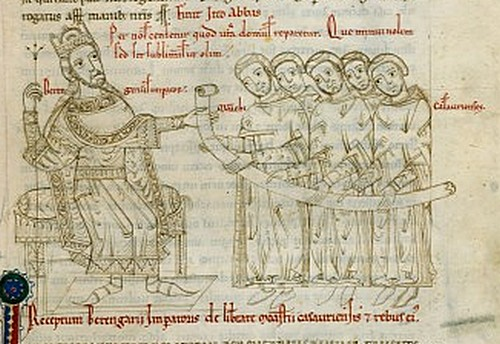
Bérenger Ier dans un manuscrit du XIIe siècle

Selon la Chronicon Pictum, Álmos, le père d'Árpád « n'entra pas en Pannonie car il fut tué en Transylvanie, ». Cet épisode sous-entend qu'Álmos était le kende, le chef sacré des Hongrois, au moment de leur destruction par les Petchénègues et que cela fut la cause de son assassinat. Si sa mort était un sacrifice rituel, son destin fut semblable à celui des khagans khazars qui étaient exécutés, selon Ibn Fadlân et Al Masû'dî, lors de désastres affectant leur peuple.
Réginon de Prüm avance que les Hongrois « vagabondèrent entre la sauvagerie des Pannoniens et des Avars et survécurent en chassant et en pêchant » à leur arrivée dans la plaine de Pannonie. Leur progression vers le Danube semble avoir poussé Arnulf qui était devenu empereur à confier en 896 la défense de la Pannonie à Braslav (en) qui contrôlait la région située entre les rivières Drave et Save,. En 897 ou 898, une guerre civile éclata entre deux des fils de Svatopluk Ier, Mojmír II et Svatopluk II, et Arnulf intervint dans le conflit,,. Il n'y a aucune mention d'activités hongroises durant ces années.
En 899 et 900, les Hongrois menèrent des raids contre l'Italie. La lettre de l'archevêque Theotmar de Salzbourg suggère que l'empereur Arnulf les incita à attaquer le roi Bérenger Ier. Ils mirent en déroute les troupes italiennes le 2 septembre près du fleuve Brenta et pillèrent la région de Verceil et de Modène durant l'hiver mais le doge de Venise, Pietro Tribuno, les repoussa à Venise le 29 juin 900. Les Hongrois quittèrent l'Italie à l'annonce de la mort de l'empereur Arnulf à la fin de l'année 899.

### Seconde phase (900-902)
La mort de l'empereur libéra les Hongrois de leur alliance avec la Francie orientale. Durant leur retour d'Italie, ils renforcèrent leur domination sur la Pannonie. De plus, selon Liutprand de Crémone, les Hongrois « s'arrogèrent la nation des Moraves que le roi Arnulf avait conquis avec l'aide de leur puissance » lors du couronnement du fils d'Arnulf, Louis IV en 900. Les Annales de Grado relatent que les Hongrois battirent les Moraves après leur retrait d'Italie. Aventinus avance que les deux peuples se seraient alors alliés pour envahir la Bavière. Les Annales de Fulda contemporaines indiquent cependant uniquement que les Hongrois atteignirent la rivière Enns.
L'un des contingents hongrois traversa le Danube et pilla les territoires sur la rive nord du fleuve mais Léopold de Bavière rassembla des troupes et les battit entre Passau et Krems an der Donau le 20 novembre 900,. Les Hongrois devinrent néanmoins les maîtres de la plaine de Pannonie. La Chronique des temps passés fait peut-être référence à cet événement quand elle relate la manière dont les Hongrois expulsèrent les Volokhi qui dominaient auparavant les Slaves de Pannonie. Ces Volokhi ont été identifiés par Cross aux « Romains », mais comme au Xe siècle il ne saurait s'agir des Romains antiques, c'est peut-être aux successeurs des Carolingiens que ce terme se réfère. Pour Spinei et Madgearu, les Volokhi sont les Valaques, parce que le mot russe Volokhi désignait, jusqu'au XVIIe siècle, les roumanophones, et parce que l'affrontement a lieu aussitôt après que les Magyars eurent franchi « difficilement les grandes montagnes » qu'ils identifient aux Carpates,. Quoi qu'il en soit, en magyar les deux termes Olaszok et Oláhok sont très proches, tout comme Walchen, Welschen et Walachen en allemand : voir Walh et l'histoire du terme Valaque.

« Depuis longtemps, les Slaves s'étaient installés sur les rives du Danube où vivent aujourd'hui les Bulgares et les Hongrois. Les Hongrois contournèrent Kiev et installèrent leur campement près du Dniepr. Ils étaient des nomades comme les Polovtses. Venant de l'est, ils traversèrent difficilement les grandes montagnes et commencèrent à affronter les Valaques voisins et les Slaves. Car les Slaves s'y étaient installés les premiers mais les Valaques s'étaient emparés du territoire des Slaves. Les Hongrois expulsèrent alors les Valaques, prirent leurs terres et s'installèrent parmi les Slaves qu'ils soumirent. À partir de cette date, le territoire fut appelé hongrois. »

— Chronique des temps passés
Le roi Louis IV organisa un sommet à Ratisbonne en 901 pour décider des mesures à prendre contre les Hongrois. Les émissaires moraves proposèrent une paix entre la Moravie et la Francie orientale car les Hongrois avaient dans l'intervalle pillé leur territoire. Une armée hongroise envahissant la Carinthie (en) fut battue en avril et Aventinus relate une victoire du margrave Léopold à la rivière Fischa la même année,.

### Consolidation (902-907)

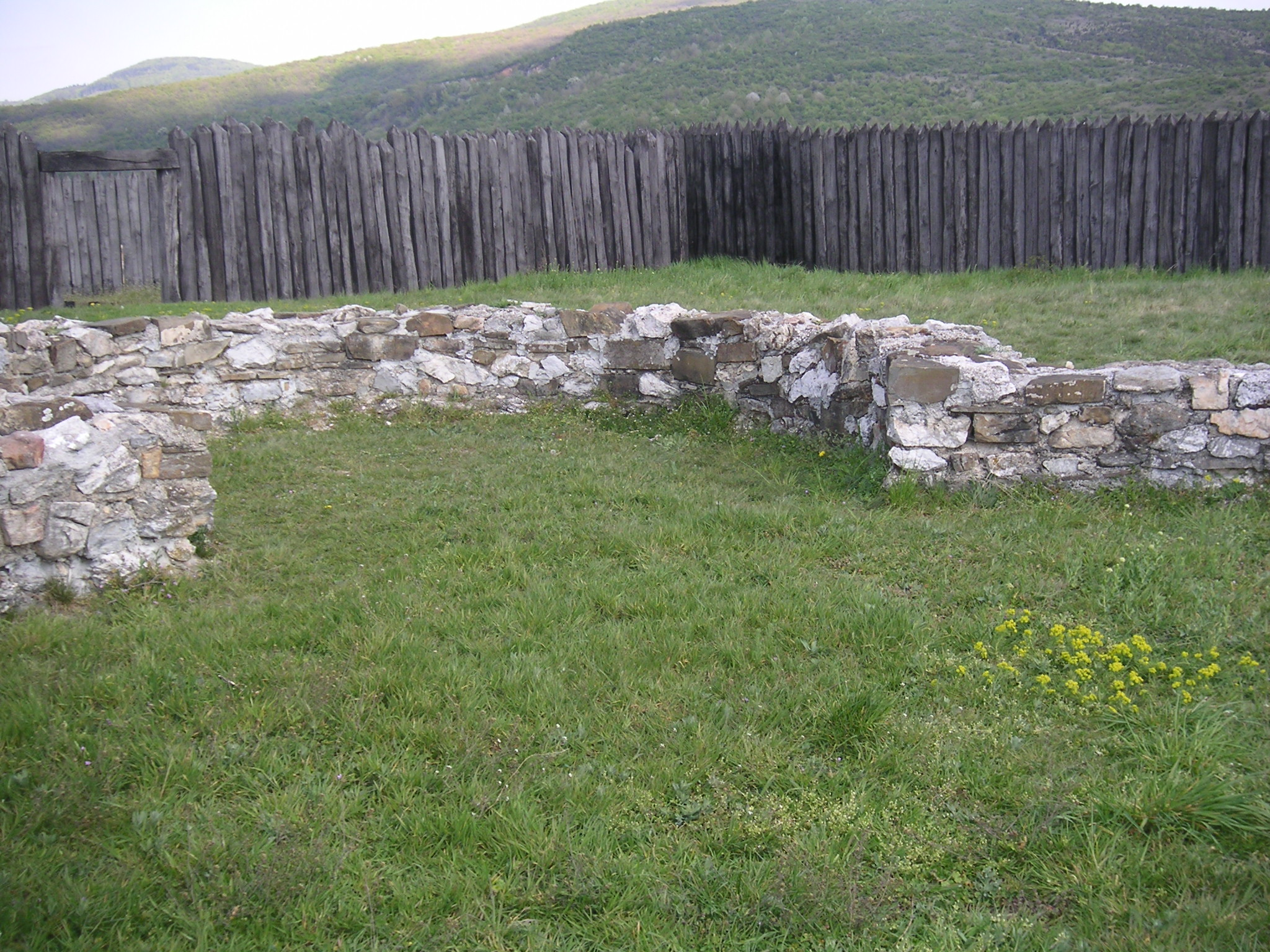
Ruines de la forteresse morave de Ducové en Slovaquie

La date à laquelle la Moravie cessa d'exister est incertaine car il n'y a pas de preuves claires sur « l'existence de la Moravie en tant qu'État » après 902 ou sur sa chute. Un court passage des Annales Alamannici fait référence à une « guerre avec les Hongrois en Moravie » en 902 au cours de laquelle les « terres succombèrent » mais la signification de ce texte est ambiguë. À l'inverse, les ordonnances douanières de Raffelstetten mentionnent les « marchés des Moraves » vers 905. La Vie de Saint Naum avance que les Hongrois ont occupé la Moravie et que ses habitants « qui ne furent pas capturés par les Hongrois, se réfugièrent chez les Bulgares ». Constantin VII associe également la chute de la Moravie à son occupation par les Hongrois. La destruction des centres urbains et des forteresses à Szepestamásfalva, Dévény et d'autres villes de l'actuelle Slovaquie date des environs de 900.

« Après la mort de […] [Svatopluk Ier, ses fils] restèrent en paix pendant un an puis se querellèrent et une rébellion leur tomba dessus et ils se lancèrent dans une guerre civile l'un contre l'autre et les Hongrois vinrent et les ruinèrent complètement et prirent leur pays dans lequel même aujourd'hui les Hongrois habitent. Et ceux des gens qui restèrent furent dispersés et cherchèrent refuge chez les nations voisines, chez les Bulgares et les Hongrois et les Croates et le reste des nations. »

— Constantin VII : De Administrando Imperio
Selon la Gesta Hungarorum, qui ne mentionne pas la Moravie, les Hongrois envahirent la région de Nitra et tuèrent Zobor, le chef tchèque local. La chronique poursuit en indiquant que les Hongrois chassèrent les « Romains » de Pannonie et forcèrent Glad, le souverain du Banat, à se rendre. Elle indique finalement la signature d'un traité entre les Hongrois et Menumorut stipulant que la fille de ce dernier serait offerte en mariage au fils d'Árpád, Zolta,. Macartney avance que ce récit de la Gesta Hungarorum est la transcription d'un épisode de la vie d'Ajtony qui vécut du début du XIe siècle. Madgearu note cependant que les noms de villes du Banat comme Galad, Kladova et Gladeš attestent de l'existence d'un souverain local appelé Glad.
Après la conquête de la plaine de Pannonie, les Annales de Saint Gall, les Annales Alamannici et les Annales d'Einsiedeln indiquent que les Bavarois assassinèrent Kurszán. Selon la première, l'événement eut lieu en 902 contre 904 pour les deux autres,. Les trois chroniques relatent unanimement que les Bavarois invitèrent le chef hongrois à un banquet sous le prétexte de négociations de paix et l'assassinèrent par traîtrise. Kristó et les autres historiens avancent que le gouvernement dual des Hongrois cessa à la mort de Kurszán,.
En 904, les Hongrois revinrent en Italie alors que Louis III de Provence s'opposait à Bérenger Ier. Les Hongrois dévastèrent les arrières de Louis III le long du Pô, ce qui permit à Bérenger Ier de remporter la victoire. Le souverain victorieux autorisa les Hongrois à piller toutes les villes qui avaient précédemment accepté la domination de son adversaire et accepta de payer un tribut annuel d'environ 375 kilogrammes d'argent.
La version longue des Annales de Saint Gall rapporte que l'archevêque Theotmar de Salzbourg et Léopold de Bavière furent tués par les Hongrois « lors d'une bataille désastreuse » à Brezalauspurc le 4 juillet 907,,. La plupart des historiens dont Engel, Makkai et Spinei associent Brezalauspurc à Bratislava mais d'autres comme Boba et Bowlus considèrent que le nom fait référence à la forteresse de Mosaburg,. La victoire hongroise stoppa l'expansion vers l'est de la Francie orientale pendant plusieurs décennies et permit aux Hongrois de piller librement les vastes territoires de ce royaume.

## Conséquences

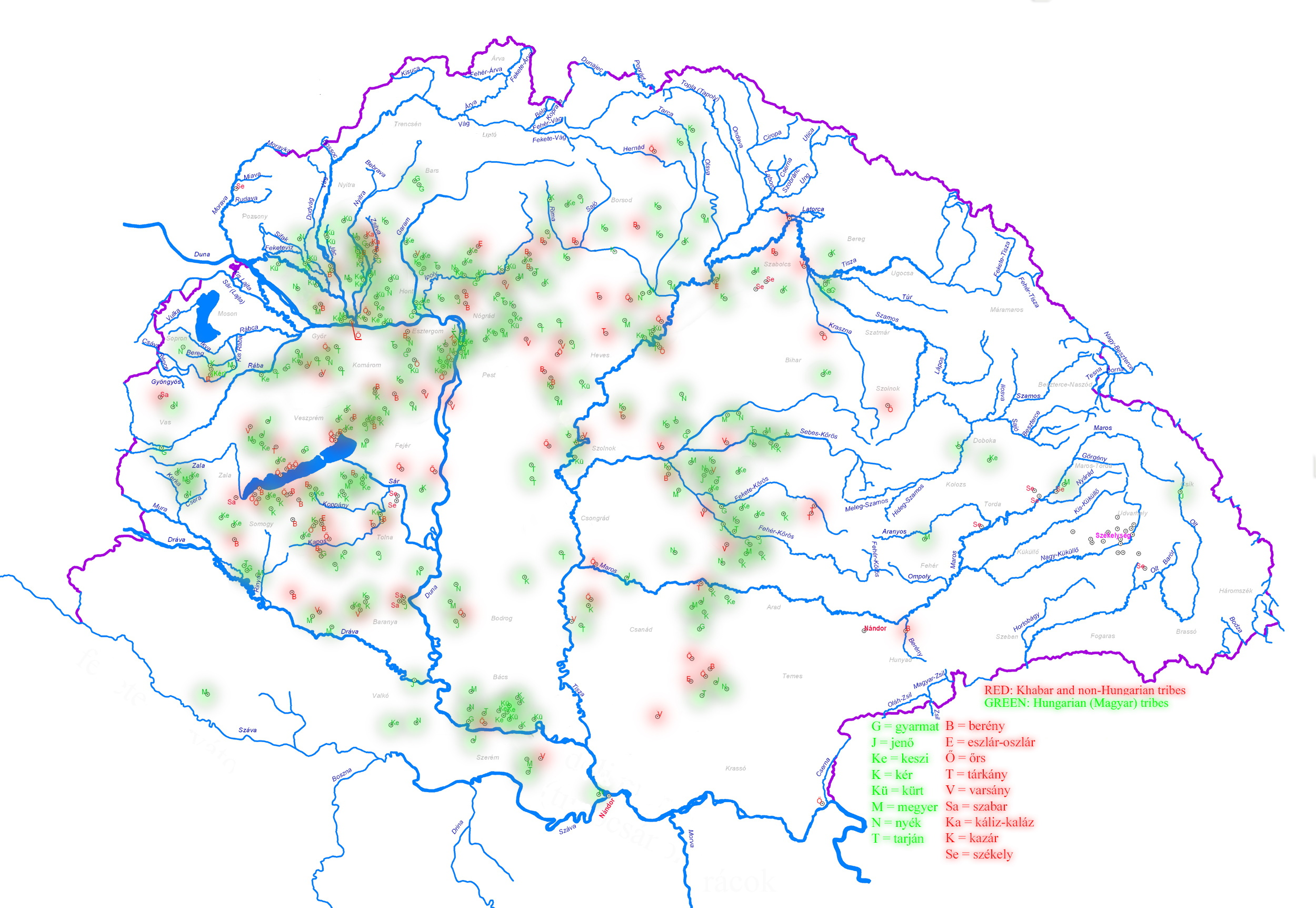
Villes portant le nom d'une tribu hongroise dans la plaine de Pannonie (d'après Sándor Török).

Les Hongrois s'installèrent dans les basses terres de la plaine de Pannonie le long du Danube, de la Tisza et de leurs affluents où ils pouvaient maintenir leur mode de vie semi-nomade,. L'une des conséquences immédiates de leur arrivée, selon Fine, fut « d'insérer un coin non-slave entre les Slaves occidentaux et les Slaves du Sud ». Fine ajoute que le départ des Hongrois des régions occidentales de la steppe pontique affaiblit leurs anciens alliés khazars et a peut-être contribué à l'effondrement de leur empire.
Pour des raisons défensives, les Hongrois laissèrent de larges marches autonomes appelées gyepű aux frontières de leur nouvelle patrie . La Transylvanie fut ainsi conquise progressivement par les Hongrois entre 900 et 1200 mais resta (jusqu'en 1867) un voïvodat autonome pourvu de sa propre Diète, qui élisait son Vajda. Dans cette région, les plus anciennes tombes attribuées à des guerriers hongrois sont concentrés dans les vallées des rivières Kis-Szamos et Maros (autour des mines de sel transylvaines). De même, des guerriers étaient stationnés dans des avant-postes à l'est des Carpates comme suggéré par des tombes du Xe siècle découvertes à Krylos, Przemyśl, Soudova Vychnia, Grozeşti, Probota et Tei, dans la zone des Csángós. La crainte hongroise de leurs voisins orientaux est démontrée par leur refus d'une proposition d'attaquer les Petchénègues, suggérée par un émissaire byzantin. Constantin VII rapporte que les Hongrois déclarèrent qu'ils ne pouvaient pas combattre contre les Petchénègues car « leur peuple est nombreux et ils sont les fils du diable, ».
Au lieu d'attaquer les Petchénègues et les Bulgares à l'est, les Hongrois menèrent plusieurs attaques en Europe occidentale. Ils pillèrent ainsi la Thuringe et la Saxe en 908, la Bavière et la Souabe en 909 et 910 et la Souabe, la Lorraine et la Francie occidentale en 912. Une hagiographie byzantine de Saint George fait référence à une attaque conjointe « des Petchénègues, des Mèses et des Hongrois » contre l'Empire byzantin en 917 : selon Nicolae Iorga, par « Mèses » l'auteur byzantin désignait les habitants slaves et valaques de la Mésie mais sa fiabilité est incertaine. Les Hongrois semblent avoir attaqué l'Empire byzantin pour la première fois en 943. Leur défaite à la bataille du Lechfeld en 955 « mit un terme à leurs raids à l'Ouest » tandis qu'ils cessèrent de piller les Byzantins après leur défaite à la bataille d'Arcadiopolis en 970.
Les dirigeants hongrois estimèrent que leur mode de vie traditionnel, en partie basé sur des raids contre des voisins sédentaires, ne pouvait se maintenir, et les défaites du Lechfeld et d'Arcadiopolis accélérèrent leur sédentarisation. Cette évolution se conclut avec leur christianisation et le couronnement du grand-prince Étienne Ier qui devint le premier roi de Hongrie en 1000 ou 1001.

## Dans la culture

### Jeu vidéo
- L'extension The Forgotten de  Age of Empires II propose dans un de ses scénarios d'incarner les Hongrois durant la conquête. Il est à noter que, si ce scénario reste disponible dans la Definitive Edition, l'histoire et les objectifs ont été grandement altérés.

### Sources primaires
- « Gesta Hungarorum », dans Martyn Rady, László Veszprémy et János M. Bak, Anonymus and Master Roger  (trad. Martyn Rady et László Veszprémy), CEU Press, 2010 (ISBN 978-9639776951)
- De Administrando Imperio (Constantine Porphyrogenitus)  (trad. Romillyi J. H. Jenkins), Dumbarton Oaks Center for Byzantine Studies, 1967, 341 p. (ISBN 0-88402-021-5, lire en ligne)
- « Liudprand of Cremona: Retribution », dans The Complete Works of Liudprand of Cremona  (trad. Paolo Squatriti), The Catholic University of Press, 2007 (ISBN 978-0-8132-1506-8)
- « Royal Frankish Annals », dans Bernhard Walter Scholz et Barbara Rogers, Carolingian Chronicles: Royal Frankish Annals and Nithard's Histories, University of Michigan Press, 1972 (ISBN 0-472-06186-0)
- The Annals of Fulda (Ninth-Century Histories, Volume II)  (trad. Timothy Reuter), Manchester University Press, 1992, 174 p. (ISBN 0-7190-3458-2, lire en ligne)
- The Annals of St-Bertin (Ninth-Century Histories, Volume I)  (trad. Janet L. Nelson), Manchester University Press, 1991, 267 p. (ISBN 978-0-7190-3426-8, lire en ligne)
- « The Chronicle of Regino of Prüm », dans Simon MacLean, History and Politics in Late Carolingian and Ottonian Europe: The Chronicle of Regino of Prüm and Adalbert of Magdeburg, Manchester University Press, 2009 (ISBN 978-0-7190-7135-5)
- (en) The History of al-Tabarī, Volume XXXVIII: The Return of the Caliphate to Baghdad  (trad. Franz Rosenthal), New York, State University of New York Press, 1985, 239 p. (ISBN 0-87395-876-4)
- The Hungarian Illuminated Chronicle: Chronica de Gestis Hungarorum  (trad. Dezső Dercsényi), Corvina, Taplinger Publishing, 1970 (ISBN 0-8008-4015-1)
- The Russian Primary Chronicle: Laurentian Text  (trad. Samuel Hazzard Cross et Olgerd P. Sherbowitz-Wetzor), Medieval Academy of America, 1953 (ISBN 978-0-915651-32-0)
- (grc) The Taktika of Leo VI  (trad. du grec ancien par George T. Dennis), Washington (D.C.), Dumbarton Oaks, 2010, 690 p. (ISBN 978-0-88402-359-3)

### Sources secondaires
- (en) Paul M. Barford, The Early Slavs : Culture and Society in Early Medieval Eastern Europe, Cornell University Press, 2001, 416 p. (ISBN 0-8014-3977-9)
- (en) Július Bartl, Slovak History : Chronology & Lexicon, Bolchazy-Carducci Publishers, 2002 (ISBN 0-86516-444-4)
- (en) Charles R. Bowlus, Franks, Moravians and Magyars : The Struggle for the Middle Danube, 788-907, Philadelphia (Pa.), University of Pennsylvania Press, 1994, 420 p. (ISBN 0-8122-3276-3, lire en ligne)
- (en) Oksana Buranbaeva et Vanja Mladineo, Culture and Customs of Hungary, Santa Barbara, Calif., ABC-CLIO, 2011, 212 p. (ISBN 978-0-313-38369-4, lire en ligne)
- (en) Florin Curta, « Transylvania around A.D 1000 », dans Europe around the Year 1000, Wydawn, 2001 (ISBN 83-7181-211-6), p. 141-165
- (en) Florin Curta, Southeastern Europe in the Middle Ages, 500-1250, Cambridge/New York, Cambridge University Press, 2006, 496 p. (ISBN 978-0-521-89452-4)
- (en) Pál Engel, The Realm of St Stephen : A History of Medieval Hungary, 895-1526, I. B. Tauris Publishers, 2001, 416 p. (ISBN 1-86064-061-3)
- (en) Pál Engel, « A honfoglalás és a Fehérló-monda "igaz története" », dans Engel Pál: Honor, vár, ispánság: Válogatott tanulmányok, Osiris Kiadó, 2003 (ISBN 963-389-392-5), p. 649-660
- (hu) John V. A Fine, The Early Medieval Balkans : A Critical Survey from the Sixth to the Late Twelfth century, The University of Michigan Press, 1991 (ISBN 0-472-08149-7)
- (en) László Kontler, Millenium in Central Europe : A History of Hungary, Atlantisz Publishing House, 1999, 537 p. (ISBN 963-9165-37-9)
- (en) Gyula Kristó, Hungarian History in the Ninth Century, Szegedi Középkorász Muhely, 1996, 229 p. (ISBN 963-482-113-8)
- (hu) Gyula Kristó, Magyar honfoglalás, honfoglaló magyarok, Szegedi Középkorász Muhely, 1996 (ISBN 963-09-3836-7)
- (en) C. A. Macartney, The Medieval Hungarian Historians : A Critical & Analytical Guide, Cambridge University Press, 1953, 212 p. (ISBN 978-0-521-08051-4)
- (en) Alexandru Madgearu, The Romanians in the Anonymous Gesta Hungarorum : Truth and Fiction, Cluj-Napoca, Romanian Cultural Institute, Center for Transylvanian Studies, 2005b, 218 p. (ISBN 978-973-7784-01-8 et 973-7784-01-4)
- (en) László Makkai, « Hungary before the Hungarian conquest; The Hungarians' prehistory, their conquest of Hungary and their raids to the West to 955 », dans A History of Hungary, Indiana University Press, 1994 (ISBN 963-7081-01-1), p. 1-14
- (en) Thomas Nägler, « Transylvania between 900 and 1300 », dans The History of Transylvania, Vol. I. (Until 1541), Romanian Cultural Institute (Center for Transylvanian Studies), 2005 (ISBN 973-7784-00-6), p. 199-231
- (en) András Róna-Tas, Hungarians and Europe in the Early Middle Ages : An Introduction to Early Hungarian History, CEU Press, 1999, 566 p. (ISBN 978-963-9116-48-1)
- (en) Anton Spiesz, Dusan Caplovic et Ladislaus J. Bolchazy, Illustrated Slovak History : A Struggle for Sovereignty in Central Europe, Bolchazy-Carducci Publishers, 2006, 420 p. (ISBN 978-0-86516-426-0, lire en ligne)
- (en) Victor Spinei, The Great Migrations in the East and South East of Europe from the Ninth to the Thirteenth Century, Cluj-Napoca, Romanian cultural institute / Museum of Brăila Istros publ., 2003, 546 p. (ISBN 973-85894-5-2)
- (en) Victor Spinei, The Romanians and the Turkic Nomads North of the Danube Delta from the Tenth to the Mid-Thirteenth century, Leiden, Koninklijke Brill NV, 2009, 545 p. (ISBN 978-90-04-17536-5, lire en ligne)
- (hu) Béla Miklós Szőke, « A Karoling-kor (811-896) », dans Magyar régészet az ezredfordulón, Nemzeti Kulturális Örökség Minisztériuma, 2003 (ISBN 9638629177, lire en ligne), p. 312-317
- (hu) Sándor László Tóth, Levédiától a Kárpát-medencéig, Szeged, Szegedi Középkorász Muhely, 1998, 237 p. (ISBN 963-482-175-8)